# Санта-Круш-даш-Флориш (район)
Санта-Круш-даш-Флориш (порт. Santa Cruz das Flores) — район (фрегезия) в Португалии, входит в округ Азорские острова. Расположен на острове Флориш. Является составной частью муниципалитета Санта-Круш-даш-Флориш. Население составляет 1810 человек на 2001 год. Занимает площадь 39,55 км².
Покровителем района считается Дева Мария (порт. Nossa Senhora da Conceição (manifestação)).